# Индрареатеа
Индрареатеа (кхмер. ឥន្ទរាជា) — правитель Ангкорской империи (1394—1401). Правил под именем Чау Брхат Индрапури Раджахираджа (санскр. Chau Brhat Indrapuri Rajadhiraja).

## Биография
Чау Энто был сыном сиамского короля. Взошел на камбоджийский престол в 1394 году после захвата тайцами Ангкора и убийства короля Тхоммо Соккорокха. В 1401 году он был убит в результате заговора, организованного кхмерским принцем Сориёвонгом, сыном бывшего короля Сориётея I.